# NGC 2895
NGC 2895 ist eine spiralförmige Radiogalaxie vom Hubble-Typ SBc im Sternbild Großer Bär am Nordsternhimmel. Sie ist schätzungsweise 396 Millionen Lichtjahre von der Milchstraße entfernt und hat einen Durchmesser von etwa 95.000 Lj. Gemeinsam mit LEDA 27076 und LEDA 2567049 bildet sie das Galaxientrio KUG 0928+577.
Das Objekt wurde am 9. Februar 1831 von John Herschel entdeckt.